# 如風如雲
《如風如雲》（日语：雲のように風のように）是改編自日本小說家酒見賢一的小說《後宮小說》，於1991年3月21日在日本電視台上播放的電視動畫。
其作品由曾替《科學小飛俠》電視動畫擔任導演的鳥海永行執導，人物造型則由曾為劇院動畫《魔女宅急便》負責角色設計的近藤勝也擔任。

## 劇情
一個名為「素乾國」的國家因統治的皇帝突然猝死，之後朝廷內宦官們為了挑選下一任皇帝的妃子而在全國找尋適合的人選。
而某一日一位名叫「銀河」的女孩得知在招選宮廷王妃的消息後，在好奇心驅使之下進入了王宮參加甄選。但銀河殊不知她即將面臨到的，會是王宮內的陰謀鬥爭、以及反亂軍攻打朝廷的危機。

## 登場人物
銀河
本作主角，是個居住在素乾國鄉間「緒陀縣」的14歲普通少女。
有著天真的個性，因聽信只要進入王城的後宮便能過著不用憂慮三餐、並且能好好午睡的說法，而自願進入王城的宮女甄選。
成為正妃。守城力戰叛軍。在見丈夫最後一面後和全體宮女離開皇宮。
雙槐樹
為素乾國第十八代的皇帝，在父皇死後為了堤防後母琴皇太后的暗算而躲藏在王城的後宮一帶。
有著清秀、貌似女性的外貌，而曾被銀河誤認為是女人身。
出城與叛軍談判後投降，被囚。在銀河見他最後一面後舉鎗自盡殉國。
世沙明
銀河居住的宮內寮房室友之一，對於自身的貴族血統感到自豪、而時常擺著高姿態。
江葉
銀河居住的宮內寮房室友之一，是來自在素乾國邊境的異族少女，時常悠閒地叼著一根煙。
性格冷靜寡言、不會刻意顯露自己的喜怒哀樂。
玉遙樹
銀河居住的宮內寮房室友之一，實際身分為雙槐樹的姐姐。
在原作小說裡玉遥樹是迷戀親弟弟的美色而混入後宮裡。動畫版則修改成因擔心弟弟的性命安危才來到後宮、並有著一身優異的武藝。
守城時戰死。
角人老師
素乾國王城內的學者，專司教授宮女們有關男女之間的學問。
在原作小說另有角人對於房中術方面探討的描述，動畫版則省略之。
菊凶
角人老師授課時的助手，因有著俊秀的外貌而廣受宮女們的歡迎，但心中暗藏著陰謀。
因叛軍首領知其出賣舊主，被下令處死。
真野
引渡銀河進入王城內進行宮女甄選的宦官，內心期待著銀河能成為王妃而得到好處。
琴皇太后
雙槐樹的後母，在雙槐樹的父皇意外猝死後、妄想將自己親生的兒子成為皇帝，而與菊凶私下聯手想暗殺雙槐樹。
在原作小說裡有琴皇太后與菊凶之間私下有著姦情的描寫，動畫版則省略之。
城破時和幼子服毒自盡。
幻影達
本名為「平勝」，是某地方上的護衛保鑣。
因難耐安穩的生活、並在渾沌的慫恿之下抱持著好玩的心態而想嘗試推翻朝廷，並成為反亂軍的首領。
政破皇都，登基稱帝。但三年後被人推翻。
渾沌
幻影達的義兄，因飽讀經書而能給予幻影達一些行動上的策略建議。
故事後與幻影達的理念不合，而改協助銀河等一行人宮女逃亡。

## 製作

### 幕後人員
- 原作：酒見賢一《後宮小說》
- 導演：鳥海永行
- 演出：玉野陽美
- 製作人：堀越徹（日本電視台）、大野實（讀賣廣告社）、鈴木義瀧（Studio Pierrot）
- 編劇：宮崎晃
- 人物設計・作畫監督：近藤勝也
- 美術：池田祐二
- 撮影監督：小山信夫
- 剪輯：瀨山武司
- 音樂：丸谷晴彦
- 製作：布川郁司
- 企劃：務台猛雄（日本電視台）、嶋村一夫（讀賣廣告社）
- 企劃製作：日本電視台
- 出資：讀賣廣告社、Studio Pierrot

### 角色配音
- 銀河：佐野量子
- 雙槐樹：市川笑也
- 江葉：井上瑤
- 世沙明：麻上洋子
- 玉遥樹：高畑淳子
- 角人老師：田村錦人
- 菊凶：三矢雄二
- 亥野：秋元羊介
- 真野：北村弘一
- 垂戶婆：京田尚子
- 琴皇太后：谷育子
- 幻影達：福田信昭
- 混沌：小林昭二
- 其他：水鳥鐵夫、峰惠研、伊井篤史、塚田正昭、片岡富枝、篠原、矢島晶子、中澤綠、佐原夏子
- 旁白：中村正

## 主題歌
- 《如風如雲》

作詞：真名杏樹
作曲：釘崎哲朗
編曲：山川惠津子
演唱：佐野量子

## 外部連結
- 動畫製作室StudioPierrot的《如風如雲》介紹網頁（日語）
- 互联网电影数据库（IMDb）上《如風如雲》的资料（英文）
- "以古代中國宮廷為背景的日本動畫「如風如雲」":  http://i.mtime.com/963135/blog/1461446/